# Achille Guenée
Achille Guenée (of Guénée) (Chartres, 1 januari 1809 - Châteaudun, 30 december 1880) was een Frans advocaat en entomoloog. 

## Biografie
Guénée toonde al vroeg interesse in vlinders en werd daarbij geholpen door François de Villiers. Hij studeerde rechten in Parijs en werd lid van de balie. Na de dood van zijn enige zoon ging hij wonen in Châteaudun. Tijdens de Frans-Pruisische oorlog van 1870 werd Châteaudun door de Pruisen in brand gestoken, maar Guénée kon zijn collectie intact behouden.
Hij is de auteur van meer dan 60 publicaties, waarvan enkele samen met Philogène-Auguste-Joseph Duponchel. Hij schreef het zesdelig werk Species des nocturnes (1852-1857) over de Noctuidae van de wereld. Dat verscheen als onderdeel van de Suites à Buffon. Samen met Jean Baptiste Boisduval schreef hij Histoire naturelle des Insectes. Species général des Lépidoptères (vols. 5-10, 1836-1857).
Hij werd in 1832, kort na de oprichting, lid van de Société Entomologique de France en was voorzitter van de Société in 1848. In 1874 werd hij er erelid van.